# Gemeinde Podvelka

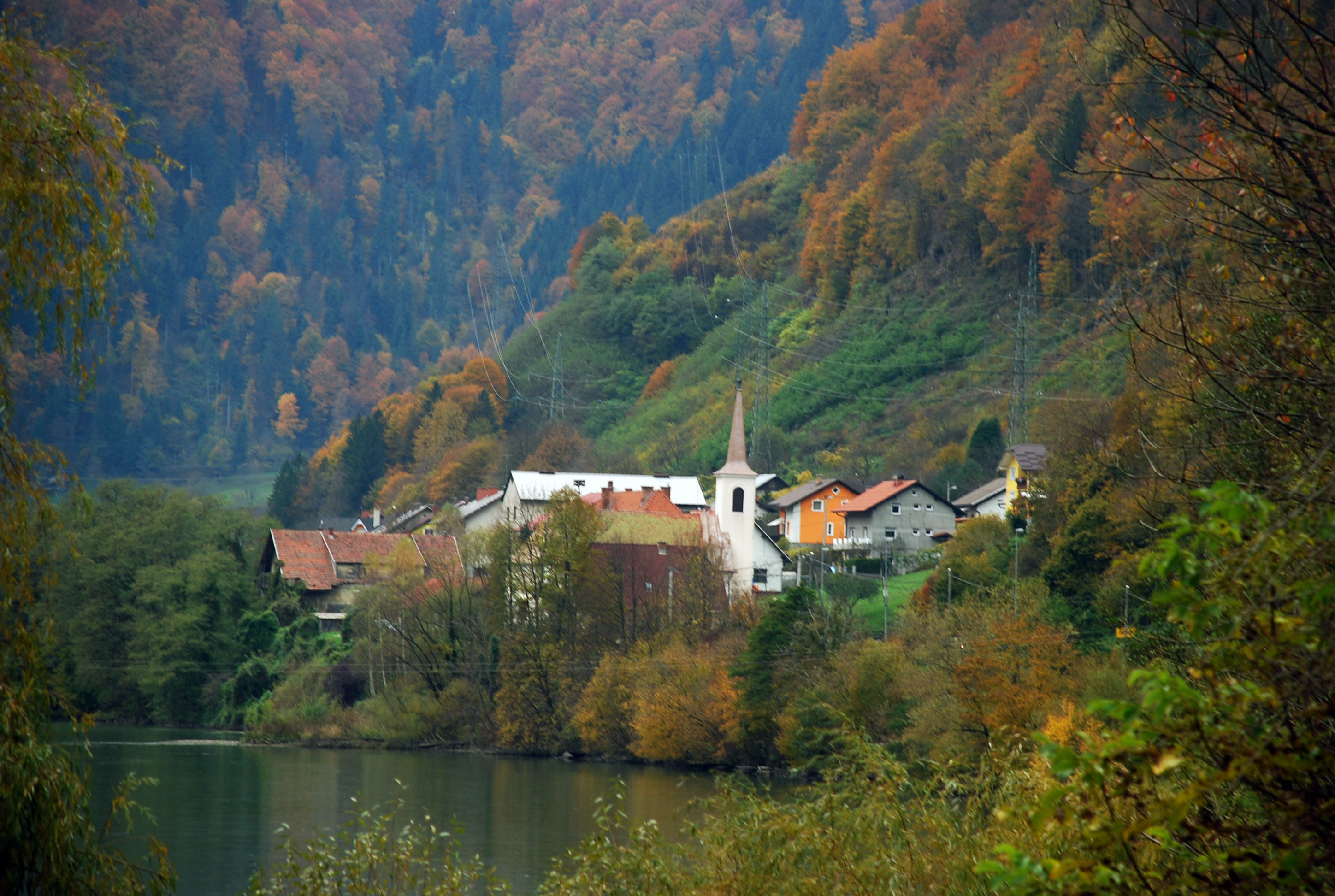
Ožbalt an der Drau, Gemeinde Podvelka

Podvelka (deutsch: Podwölling) ist der Namen einer Gemeinde und ihres namensgebenden Hauptortes in Slowenien. Sie liegt in der historischen Landschaft Spodnja Štajerska (Untersteiermark), Region Koroška (Unterkärnten).

## Lage
Podvelka liegt an der Drau und umfasst nördlich auch Anteile des Kozjak (Poßruck) bis an die Grenze zu Österreich reichend und südlich Abschnitte des Pohorje (Bacherngebirge). Das Tal ist im Bereich der Gemeinde sehr eng, sodass es kaum Platz gibt, größere Siedlungen zu errichten. Auch sonst ist die Kommune fast vollständig vom Hügelland geprägt. Der Ort Podvelka liegt rechts der Drau an der Straßenbrücke, die vom Tal der Velka zur „Marburger Straße“ im Drautal führt.

## Ortschaften
Die Gemeinde umfasst elf Ortschaften. Die deutschen Exonyme in den Klammern wurden bis zum Abtreten des Gebietes an das Königreich der Serben, Kroaten und Slowenen im Jahr 1918 vorwiegend von der deutschsprachigen Bevölkerung verwendet:
- Brezno (Fresen),
- Janževski Vrh (Johannesberg)
- Javnik (Jaunegg)
- Kozji Vrh (Kosiberg)
- Lehen na Pohorju (Lechen in Steiermark)
- Ožbalt (Sankt Oswald an der Drau)
- Podvelka (Podwölling)
- Rdeči Breg1 (Rottenberg)
- Spodnja Kapla (Unterkappel)
- Vurmat1 (Wurmath)
- Zgornja Kapla (Oberkappel)

1 Rdeči Breg und Vurmat gehören nur teilweise zur Gemeinde Podvelka, die Gemeinde Lovrenc na Pohorju umfasst einen weiteren Teil von Rdeči Breg und zu Selnica ob Dravi gehört ein Teil von Vurmat.

## Sehenswürdigkeiten
- Pfarrkirche in Brezno
- Pfarrkirche in Ožbalt
- Stausee, Kraftwerk Ožbalt

## Geschichte
Auf dem Gemeindegebiet wurden bisher (Stand Februar 2024) insgesamt vier Massengräber in Lehen, Spodnja Kapla und Zgornja Kapla aus der Zeit um den Zweiten Weltkrieg gefunden.

## Nachbargemeinden
|                    | Oberhaag (A)                                | Leutschach a.d. Weinstraße (A) |
| Radlje ob Dravi    | Kompassrose, die auf Nachbargemeinden zeigt | Selnica ob Dravi               |
| Ribnica na Pohorju |                                             | Lovrenc na Pohorju             |

## Verkehr
Podvelka liegt an der Drautalbahn, die rechtsseitig direkt an der Drau verläuft. Zwei Bahnhöfe befinden sich direkt auf dem Gemeindegebiet: Der zentral gelegene Bahnhof „Podvelka“ und der am westlichen Gemeinderand befindliche Bahnhof „Vuhred elektrarna“, welcher die kleine Siedlung am gleichnamigen Wasserkraftwerk versorgt. Des Weiteren gibt es noch die Bahnhaltestelle „Ožbalt“, die auf dem Gemeindegebiet von Lovrenc na Pohorju liegt und nur über die Staumauer des Wasserkraftwerkes Ožbalt erreicht werden kann. Entlang der Strecke fahren jedoch nur noch vereinzelt Regionalzüge.
Linksseitig der Drau verläuft die Nationalstraße 1 „Marburger Straße“. Über zwei Brücken kann der Fluss überquert werden, nämlich von Brezno nach Podvelka und von Vurmat Richtung Lovrenc na Pohorju.

## Söhne und Töchter der Stadt
- Maks Wraber, geb. 1905 in Kappel